# Сеза (посёлок)
Се́за — посёлок в Плесецком районе Архангельской области. Входит в состав Федовского сельского поселения.

## География
Посёлок расположен в 90 километрах от районного центра Плесецка и в 25 километрах от Федово, является конечным пунктом Липаковской узкоколейной железной дороги, на её 33-м километре. Посёлок окружён лесом. По западной окраине протекает одноимённая река.
Посёлок насчитывает 4 улицы, не имеющих названий. Застроен деревянными домами, один из которых многоквартирный двухэтажный.

## История
Посёлок основан в 1952 году при лесозаготовках, осуществляемых Красновским леспромхозом, который располагался в посёлке Липаково. Для вывоза леса была построена узкоколейная железная дорога, посёлок Сеза был построен на её 33-м километре и изначально планировался как временный, с расчётом на расселение после окончания заготовок леса на данном участке (что в итоге так и не было осуществлено). Рядом с Сезой велась добыча песка для строительных нужд, от которой сохранился заброшенный карьер. В 2000 году был закрыт Красновский леспромхоз, в середине 2000-х прекращён вывоз леса, и разобраны пути УЖД, уходившие к участкам вырубки. В данный момент экономика посёлка ограничена железной дорогой и магазином.

## Транспорт
В посёлке находится станция Сеза и локомотивное депо Липаковской УЖД. Три раза в неделю курсирует пассажирский поезд от станции Онега, являющийся единственным способом попасть в Сезу. Автомобильные дороги в посёлок отсутствуют. До 1980-х годов УЖД продолжалась за посёлок приблизительно на 45 километров, затем началась поэтапная разборка путей в связи с падением объёмов лесозаготовок, и в данный момент Сеза является тупиком железной дороги.

## Население
| 2002 | 2010 | 2012 |
| ---- | ---- | ---- |
| 221  | ↘83  | ↗92  |